# Андрей Нюйоркски
Андрей Нюйоркски (със светско име Стоян Николов Петков) е български общественик и духовник. Той поставя основите на Българската епархия в Америка, която по-късно ръководи като неин първи митрополит.
Роден през 1886 година в орханийското село Врачеш и израснал в Ески Джумая, той от ранна възраст се насочва към духовна дейност и завършва Софийската духовна семинария и Московската духовна академия. След Първата световна война участва активно в създаваната по това време от Българската православна църква мрежа от християнски дружества на миряни в цялата страна. През 1928 година приема монашество и малко след това става викарен епископ на митрополит Симеон Варненски и Преславски, с когото дълго време поддържа близки отношения. През 30-те години, въвлечен във вътрешни конфликти в Църквата, той на два пъти губи спорни митрополитски избори и през 1938 година е изпратен за управляващ на новосформираната Американска епархия на Българската православна църква.
С кратко прекъсване през Втората световна война епископ Андрей прекарва остатъка от живота си в Съединените американски щати, изигравайки важна роля за изграждането на Американската епархия. През 1947 година той е избран за митрополит на Американската епархия, но под натиска на комунистическия режим в България Светият синод не признава избора му и за дълги години прекъсва връзките си с епархията. Отношенията са възобновени през 1963 година, когато Андрей е признат за митрополит, но това довежда до разрив с по-крайните антикомунисти сред емиграцията, които се отделят в самостоятелна Българска епархия в изгнание. През следващите няколко години митрополит Андрей е подложен на натиск от Светия синод в София и през 1969 година е фактически лишен от епархията си, като остава номинален митрополит на Ню Йорк, начело на епархия от една енория. През 1972 година той умира в София.

## Биография

### Ранни години
Стоян Петков е роден в село Врачеш, Орханийско, на 30 ноември (12 декември нов стил) 1886 година. Тъй като този ден е православният празник Андреевден, майка му иска да го кръсти „Андрей“, но бащата се налага с името „Стоян“, което носи негов чичо. Семейството има и две по-големи дъщери – Мария и Георгина. То е добре установено в селото – единият чичо на Стоян е местният свещеник Петър Цанов (който го кръщава), другият е учител, а трети участва в революционните комитети.
Малко след раждането на Стоян Петков семейството му се премества в Ески Джумая (днес Търговище), където той прекарва първите си съзнателни години и получава първоначалното си образование.
През 1904 година Петков постъпва в Софийската духовна семинария с нейния втори випуск. Завършва обучението си в нея през 1909 година с успех 5,04 и диплома, подписана от архимандрит Неофит, Стефан Цанков и йеромонах Павел.
След като завършва семинарията, Стоян Петков прекарва лятото във Варна като помощник на митрополит Симеон Варненски и Преславски, който му оказва силно влияние и през следващите години играе важна роля в живота му, като двамата водят постоянна кореспонденция до смъртта на Симеон. По това време Петков вече има желание да стане монах, но родителите му се противопоставят, а и митрополит Симеон го съветва първо да се погрижи за образованието си.

### В София и в Русия
През 1909 година Стоян Петков постъпва в Историко-филологическия факултет на Софийския университет, който по това време още няма богословски факултет. Там той основава първото в България Студентско християнско дружество, което по-късно се присъединява към Световната студентска християнска федерация. Във връзка с работата на дружеството той установява контакти с руския протестантски деец барон Павел Николаи и международната организация ИМКА.
Насърчаван от Симеон Варненски, през 1911 година Петков печели конкурс за държавна стипендия и заминава да учи в Московската духовна академия. Сред преподавателите му в академията е една от водещите фигури на руското богословие Павел Флоренски, с когото установява приятелски отношения. В Москва чрез барон Павел Николаи си създава контакти и в местните аристократични кръгове. По това време посещава Кръстовъздвиженското православно трудово братство в Черниговска губерния, активен привърженик на което е преподавателят в академията Михаил Тареев.
При започването на Първата световна война в 1914 година до 1915 година Стоян Петков е доброволец като санитар в І отряд на Държавната дума, доброволческа санитарна част, съставена от хора от висшите класи в Санкт Петербург. Отрядът организира мобилни полеви болници, които следват фронта на руското настъпление в Галиция до Лвов, Белжец и Тарнов. През февруари 1915 година се разболява и е върнат в Духовната академия, където развива тежък плеврит и се налага да го прехвърлят в болница. По това време е награден с Георгиевски медал IV степен и орден „Свети Станислав“. Изписан е от болницата през май и заминава за два месеца в санаториум за лечение с кумис в Уифмска губерния.
След връщането си от санаториума полага годишните изпити за завършване на трети курс в Академията, които е пропуснал заради участието си във войната. След влизането на България в Първата световна война през октомври 1915 година е издадена заповед за интернирането на българските студенти в Духовната академия във Вятска губерния, но тя веднага е отменена след личната намеса на външния министър Сергей Сазонов, с когото Петков се познава лично и когото посещава по този повод в Санкт Петербург. През 1916 година завършва Духовната академия, дипломирайки се с отличие като „кандидат на богословието“ с дисертация на тема „Игнатий Лойола и Йоан Касиан“.
След дипломирането си в Академията Стоян Петков остава в Русия, която по това време воюва с България, и от септември 1916 година преподава в Знаменските курсове, частен университет в Петроград, а след това за кратко в началото на 1918 година в училището на петроградската Розенкранцова фабрика, ръководена от белгиеца Огюст Шарлие. В Петроград той продължава да развива контактите си в аристократичните среди, среща се и с представители на императорското семейство. Там става свидетел и на Руската революция, идването на власт на болшевиките и началото на Гражданската война. На 3 май 1918 година, след сключването на Брест-Литовския мирен договор, отива в Москва, където новопристигналият български посланик Стефан Чапрашиков му обещава съдействие за връщането му в България.

### Връщане в София
Стоян Петков се връща в България през юни 1918 година, след сключването на мирния договор между България и Русия. През ноември 1918 година се опитва да постъпи на работа в Отдела за вероизповеданията на Министерството на външните работи и с препоръки от Симеон Варненски през следващата година е назначен. През 1921 година, изглежда заради политически различия с правителството на Александър Стамболийски, е уволнен от министерството и става учител в Софийската духовна семинария, където работи до 1926 година.
Наред с учителската си работа, Петков е сред главните дейци в усилията на Българската екзархия да работи по-активно с миряните чрез изграждане на различни православни дружества. Самият той води редовни православни библейски курсове за младежи и за деца в църквата „Свети Николай“. През 1923 година прави опити да замине за Съединените щати като мисионер, но не успява да получи финансиране от правителството. Същевременно Екзархията започва да създава в страната младежки православни дружества и през август 1924 година те са обединени в Съюз на православните християнски дружества на учащата се младеж. Това става на учредителен конгрес, проведен в Софийската семинария, на който Петков оглавява новата организация, оставайки на този пост до 1932 година.
През 1925 година Стоян Петков става началник на Културно-просветния отдел на Светия синод на Екзархията, който оглавява до 1929 година. В началото на 1925 година пътува до Германия и Швеция и в писмата си споменава, че учи немски. Той е сред инициаторите на създадените през 1926 година летни ученически колонии в Бачковския манастир. През септември 1926 година е включен и в ръководството на учредения в Казанлък Съюз на православните християнски братства, който е оглавен от митрополит Павел Старозагорски.
По това време Петков вече си е създал широка известност в православните среди и се включва във възникналите дискусии около дейността на протестантската организация ИМКА сред православните младежи. Той е сред твърдите противници на ИМКА и в частната си кореспонденция със Симеон Варненски дори критикува софийския митрополит Стефан за толерирането на протестантската пропаганда. Напрежението между Петков и Стефан Софийски продължава, като митрополитът му оказва натиск да бъде ръкоположен за свещеник, а той се съпротивлява, за да запази независимостта си от митрополита.

### Велички епископ
На 14 декември 1928 година Стоян Петков е постриган в монашество под името Андрей в Черепишкия манастир във Врачанско от митрополит Павел Старозагорски. На следния ден отново той го ръкополага за йеродякон, на 16 декември – за йеромонах, а на 30 декември в Синодалния параклис „Свети цар Борис“ – за архимандрит.
Замонашването на Андрей и бързото му издигане в йерархията, макар и да не е безпрецедентно, предизвикват скандал в църковните среди, тъй като стават част от тлеещия конфликт между две групи архиереи – от една страна най-възрастния митрополит Симеон Варненски и подкрепящите го Павел Старозагорски и Михаил Доростолски и Червенски, а от друга по-новото поколение на Неофит Видински и Стефан Софийски. Желанието на Симеон Варненски да назначи Андрей за свой викарен епископ предизвиква съпротивата на другия лагер и се стига до публикации в печата и дори до анонимния памфлет „Кой е г-н Стоян Петков?“, обвиняващ го в користолюбие и кариеризъм. Самият Андрей смята, че кампанията е организирана от Стефан Софийски и епископ Паисий Знеполски. След няколкомесечни спорове Светият синод все пак решава да спази традицията митрополитите да могат да избират собствените си викарни епископи и на 25 април 1929 година дава разрешение за назначението.
Архимандрит Андрей е ръкоположен за епископ на 28 април 1929 година, Връбница, във варненската катедрала „Успение Богородично“ от митрополитите Павел Старозагорски и Михаил Доростолски и Червенски. Той получава титлата на „Светата и древлепросиявша Величка Епископия“, носена до 1927 година от митрополит Михаил, също като викарий на Симеон Варненски.
Първите си години като викарий Андрей Велички прекарва главно във Варна, докато вече много възрастния митрополит Симеон остава през повечето време в Преслав, като двата водят активна кореспонденция. През август и септември 1930 година Андрей пътува за християнски конференции в Германия и Белгия и отбелязва изключителното стопанско и политическо напрежение в Германия и изразява опасенията си от ширещата се там комунистическа пропаганда.
В началото на 30-те години конфликтът в ръководството на Екзархията се засилва и групата на Симеон Варненски постепенно губи позиции, като е изключена от състава на Светия синод. В тази ситуация Андрей Велички отново се оказва в центъра на предизвикан от конфликта скандал. На 21 юни 1935 година търновският митрополит Филип подава оставка, заради влошеното си здраве и Андрей се кандидатира за поста му наред с викария на софийския митрополит Софроний Знеполски. Изборът се провежда на 22 септември и двамата получават съответно 25 и 26 от 48 гласа, след което Светият синод определя Софроний за митрополит. Изборът е оспорван, включително по съдебен ред, като проведеното полицейско разследване установява разпалена агитация и от двете страни, както и активната намеса на временно управляващия епархията митрополит Паисий Врачански (по-рано Паисий Знеполски) и други представители на Светия синод в полза на Софроний. Съдът отхвърля обжалванията и Софроний е утвърден за митрополит от цар Борис III на 6 март 1936 година, но сред общественото мнение остава впечатлението, че Андрей е станал жертва на партизански манипулации на Светия синод.
На 23 октомври 1937 година на 97 години умира митрополит Симеон Варненски. Андрей Велички, който от години участва активно в управлението на епархията и е добре познат във Варна, е основен кандидат за негов наследник. Въпреки това Светият синод успява да осигури избора на 12 декември на свой кандидат – викария на софийския митрополит Йосиф Знеполски – макар след скандала в Търново да действа по-дискретно и да поставя за временно управляващ епархията Михаил Доростолски. Йосиф е обявен за митрополит на 26 декември, но в продължение на месеци не може да отиде в епархията си, където петима епархийски избиратели са осъдени на 6 до 12 месеца затвор за даване и получаване на подкупи в негова полза.
С потушаването на поредния скандал в Църквата се ангажират правителството и цар Борис III – с тяхно посредничество Светият синод решава да отстрани епископ Андрей от Варненската епархия, като го назначава за управляващ новоучредената Американска епархия на Българската екзархия. Назначението е утвърдено с царски указ от 26 февруари 1938 година. На 3 март 1938 година е изпратен тържествено на софийската Централна гара от множество свои привърженици (според някои оценки 3 хиляди души) и от официални лица, сред които министър-председателя Георги Кьосеиванов, министъра на обществените сгради Спас Ганев, началника на Генералния щаб Йордан Пеев, коменданта на царския дворец Христо Бърдаров и кмета на Варна Янко Мустаков.

### Управляващ Американската епархия
Андрей Велички пристига с кораб в Ню Йорк на 12 април 1938 година и е посрещнат от делегация, водена от българския генерален консул Юпитер Стойчев и ръководителя на българската църковна мисия Кръстю Ценов.
Още с пристигането си в Съединените щати епископ Андрей влиза в конфликт с влиятелната сред емиграцията Македонска политическа организация (МПО), която дотогава активно използва за своята дейност българските църковни общини. Заради официалното му изпращане от София МПО приема епископа за близък с българското правителство, с което по това време организацията е в конфликт, смятайки политиката му за твърде проюгославска. При първата си среща с Андрей Велички в Индианаполис на 20 април ръководството на МПО иска от него цар Борис III да не бъде споменаван в богослуженията и църквите да отслужват панихиди за „загинали македонски борци“. Епископът е склонен да се съгласи с първото искане, но по въпроса с панихидите иска де се консултира със Светия синод, който по принцип има отрицателно отношение към политическите убийства и техните извършители. След този сблъсък редица църковни общини посрещат епископа с враждебни декларации, заплашващи да откажат да признаят неговото ръководство, а хора от МПО издават брошурата „Епископ Андрей – сближенският комисар в Америка“. Андрей от своя страна отказва да извършва богослужения в непригодени за това помещения – пред портрета на Владо Черноземски, в зали „за събрания, за танци, за забави“ с поставен „тезгях за спиртни напитки“.
След първата си обиколка на българските енории в Съединените щати и Канада, епископ Андрей се установява във Вашингтон, където получава съдействие от българския посланик Димитър Наумов. Междувременно конфликтът му с МПО, включително със свързаните с нея свещеници като Георги Николов и Васил Михайлов, продължава да се изостря, като МПО не го допуска да служи в църквите, а на 9 октомври 1938 година епископ Андрей със свои привърженици влиза и извършва богослужение в заключената от МПО българска църква „Свети Стефан“ в Индианаполис. След този случай МПО прекъсва всякакви връзки с него и изпраща поредица от искания до Светия синод за неговата смяна, но Светият синод поддържа действията на епископа и се ограничава с призиви за разбирателство в епархията.
С усилията на Светия синод и със започването на Втората световна война през септември 1939 година напрежението между МПО и Андрей Велички е донякъде овладяно. В същото време епископът успява да си изгради авторитет сред несвързаните с МПО български емигранти. През 1940 година той предприема обиколка в Аржентина, Бразилия, Уругвай и Чили, опитвайки се да насърчи създаването на църковни общини сред българските емигранти в тези страни.
След като на 13 декември 1941 година България обявява война на Съединените щати, българското правителство изисква официалният представител на Българската екзархия да напусне страната. На 3 юни 1942 година той заминава от Съединените щати с шведски кораб и пристига в София на 10 юли. На 10 септември Светият синод го изпраща в Истанбул, за да отслужи опелото на цариградския екзархийски наместник епископ Климент Главиницки. След погребението той остава в Истанбул като екзархийски наместник до март 1945 година.
По време на престоя си в Истанбул Андрей Велички поддържа контакти с дипломатическите среди, включително с американския посланик и финансиста Ангел Куюмджийски, но като цяло се въздържа от политически ангажименти. През ноември 1942 година пише лично писмо до цар Борис III, в което го призовава към въздържаност и предотвратяване на по-силно въвличане на България във войната. През лятото на 1944 година става пряк свидетел на опитите на правителството на Иван Багрянов да сключи примирие със Съюзниците и в дневниците си критикува некомпетентността и неумелия подход към преговорите на външния министър Първан Драганов и преговарящия Стойчо Мошанов.
В 1944 година Андрей Велички води подготовката за споразумение между Българската екзархия и Вселенската патриаршия за вдигане на Българската схизма. За преговорите в Истанбул е изпратена делегация, водена от митрополитите Софроний Търновски и Борис Неврокопски, като схизмата е вдигната от патриарх Вениамин Константинополски на 22 февруари 1945 година.
Част от споразумението – символизирайки пълната автокефалия на Българската православна църква – е и съгласието на Вселенската патриаршия за създаване на българска епархия в Америка, като патриархът се застъпва за избора на Андрей Велички за неин митрополит. Българските митрополити също изпращат писмо до Светия синод в този смисъл, обявявайки се за избора на Андрей за митрополит направо от самия Свети синод. През май Светият синод иска от правителството да измени Екзархийският устав, позволявайки му да определи митрополит на Българската епархия в Америка, но не получава отговор.

### След Втората световна война

#### Връщане в Америка
Още в началото на 1945 година Светият синод планира връщането на епископ Андрей в управляваната от него Американска епархия и на 29 ноември взема формално решение за това, което му е предадено по телефона от екзарх Стефан Български. След като получава американска виза, той заминава от Истанбул на 6 декември с американския товарен кораб „Екзекютър“, пристигайки в Ню Йорк на 28 декември.
Веднага след пристигането си Андрей Велички прави обиколка на епархията и докладва на Светия синод състоянието на епархиите, молейки за изпращането на нови свещеници. По това време той е преодолял конфликта си с МПО и дори назначава Георги Николов за свой помощник (тъй като неясният статут на епархията не му позволява да назначи протосингел).
Към края на 1946 година в кореспонденцията на епископ Андрей с екзарх Стефан започва да личи нарастващата враждебност на българския и съветския режим към епископа, заради контактите му с българската и руската антикомунистическа емиграция, като екзархът иска от него да му изпрати данни за контактите си с представители на московската Руска православна църква, които да използва в негова защита. Екзарх Стефан го предупреждава и за това, че при новия режим не може да разчита на финансиране от България и трябва да организира епархията главно с местни ресурси.

#### Епархийски събор в Бъфало
На 26 юли 1947 година в Бъфало се провежда събор на Българската епархия в Америка, който взема решение за регистрирането на епархията като американско юридическо лице, като при това тя остава част от Българската православна църква под църковната юрисдикция на нейния Свети синод. Съборът избира и Андрей Велички за „епархийски архиерей“ с „права и название, на каквито се радват всички български епархийски архиереи“ и моли Светия синод да утвърди този избор по установения ред. Освен епископ Андрей в събора участва и руският архиепископ Леонтий Чикагски, който председателства частта от заседанието, в която е направен избора на епархийски архиерей.
Епархийският събор в Бъфало изненадва неприятно комунистическото правителство на България, което след лична намеса на диктатора Георги Димитров нарежда на Светия синод да не признава избора на Андрей Велички за епархийски архиерей. Причина за това стават публичните критики на епископа към режима, но най-вече участието в събора на Леонтий Чикагски, един от ръководителите на Руската митрополия в Америка, която по това време е в остър конфликт с Московската патриаршия. Въпреки изричното нареждане на правителството, Светият синод се опитва да забави решението си с различни аргументи, прехвърляйки отговорността за последствията на режима. През следващите месеци правителството продължава да оказва натиск върху Светия синод за отнемане на епископския сан на Андрей, но използвайки различни оправдания той така е не взема такова решение.
След поредица заседания, последното от които на 30 юни, Светият синод все пак решава да отхвърли избора на Андрей за епархийски архиерей, отстранява го от поста на управляващ епархията и му нарежда да предаде нейното ръководство на Епархийския съвет до изпращането на специален пратеник на Светия синод. Екзарх Стефан му препраща решението, заедно с цялата документация по приемането им, демонстрираща грубата намеса на правителството – малко по-късно комунистическият генерал Йонко Панов ще окачестви това като „100% шпионаж в полза на империалистите с цел да се компрометира нашата власт“.
След като получава решението на Светия синод, Андрей свиква на 10 август разширено заседание на Епархийския съвет, на което предлага да се оттегли и ръководството на съвета да се поеме от Георги Николов. Съветът отхвърля това положение и – за пръв път започвайки да титулува Андрей като митрополит – заявява, че Светият синод явно е „лишен от свобода на действие“, но поне една българска епархия е предпазена „от злокобното и разрушително обсебване от страна на сегашното българско комунистическо и безбожно правителство“. Той заявява лоялността си към Светия синод, но отказва да приема каквито е да е нареждания от българското правителство. Изолирането на Американската епархия от влиянието на българските власти става още по-пълна, след като през януари 1950 година са прекъснати дипломатическите отношения между България и Съединените щати.
Междувременно Андрей купува сграда за епархията на 101-ва улица в Манхатън, в която се установява през септември 1947 година и ипотеката за която изплаща през следващите години с помощта на дарения. През 1948 година получава американско гражданство.
През 1949 година два пъти посещава Италия. Първото посещение според докладите на „Държавна сигурност“ е „почти едновременно“ с пътуването там на политика Г. М. Димитров през февруари, макар да не се прави друга връзка между двете. През ноември заедно католическия свещеник Йосиф Гагов, в качеството му на председател на Комитета за подпомагане на българските емигранти, посещават американския посланик в Италия Дън, с когото обсъждат възможността САЩ да приемат повече български емигранти. През октомври 1949 година е в Париж, където се среща с български емигранти и според някои източници основава църковна община, за която няма по-късни сведения. Макар да не се ангажира пряко с никоя от противостоящите си емигрантски организации, през следващите години митрополит Андрей демонстрира най-голяма близост с парижкия кръг около Стефан Груев.

#### 50-те години
През 50-те години митрополит Андрей развива активна дейност за запазване и развитие на епархията в особено тежки условия – липса на финансиране от България, както и на нови емигранти след затварянето на нейните граници – но източниците за нея са много ограничени. През този период той получава подкрепа от различни американци – близкият му личен приятел Албърт Суетлънд, висшият функционер на ИМКА Пол Андерсън, англиканският епископ на Западен Ню Йорк Лористън Ливингстън Скейф.
На 24 септември 1950 година митрополит Андрей пристига в Австралия по покана на български емигранти в Мелбърн и остава в страната за два месеца. Той основава няколко църковни общини, от които мелбърнската остава сравнително трайна. На 22 – 24 май 1951 година е в Испания, където се запознава с видния български емигрант Тодор Диманов.
През този период постепенно се подновява напрежението между митрополит Андрей и МПО, често заради стремежа на митрополита към политическа неутралност на Църквата. При възстановяването на Българската патриаршия през 1953 година Андрей повдига пред Епархийския съвет въпроса българският патриарх да бъде споменаван в богослуженията, което предизвиква острата реакция на МПО и по-новата емигрантска организация Български национален фронт, които го обвиняват в симпатии към комунизма и дори се обявяват за създаване на отделна църква. В конфликта се включва и архимандрит Кирил Йончев – дошъл в Съединените щати през 1950 година със съдействието на митрополита, той скоро оглавява кръга от духовници около МПО, които се опитват да го издигнат в епископ.
При обиколката си в Европа през 1954 година митрополит Андрей е в Германия от 22 февруари до 1 март, посещавайки Франкфурт, Бон, Щутгарт и Дармщат. Между 1 и 5 март е в Испания, където се среща няколко пъти с наскоро установилото се там семейство на бившия цар Симеон II, както и с Тодор Диманов, Никола Балабанов, Борис Малчев и Георги Кьосеиванов, с които обсъждат възможното създаване на регентски съвет в изгнание. След това е за кратко в Италия (където отново се среща с Йосиф Гагов), на 9 – 11 март в Гърция (единственото му посещение там в следвоенния период) и в Турция. Преди да замине за Америка на 28 – 29 март преминава през Париж, където се среща със Сава Киров, Евстати Паница и Стефан Груев.
През 1955 година прави обиколка в Европа. На 9 – 10 септември е в Швейцария, където влиза в контакт с християнската група „Морално превъоръжаване“, а на 11 – 17 септември е в Париж, където се среща с български емигранти и вечеря у Димитър Паница. След това е в Белгия, където се среща с Огюст и Адолф Шарлие, с които поддържа приятелски връзки още от престоя си в Санкт Петербург. При това пътуване в Европа той посещава радио Би Би Си и планира среща с кентърбърийския архиепископ Джефри Фишър, която така и не се реализира. По това време установява контакти с американския общественик Уилям Фреъри фон Бломберг, по чиято покана през 1957 година посещава Калкута, Бомбай и Делхи в Индия, както и Пакистан и Цейлон.
През февруари 1956 година „Държавна сигурност“ завежда активна агентурна разработка срещу митрополит Андрей с кодовото име „Змия“ и започва да събира данни за контактите му сред емиграцията, включително с историка Спас Райкин. През следващите години разработката се активизира, особено с възстановяването на дипломатическите отношения между България и Съединените щати, което улеснява работата на „Държавна сигурност“.
През лятото на 1957 година Андрей пътува до Италия и Франция, а на 12 – 14 септември е в Швеция, където се среща в Упсала с Николай Николаев. През следващата година отново пътува за кратко до Швейцария (28 август – 1 септември) и Франция (2 – 7 септември). През август 1959 година прави обиколка в Швейцария, Австрия, Западна Германия, Италия, Франция и Испания.

### 60-те години

#### Подновени контакти със Светия синод
В началото на 60-те години, донякъде и заради финансовите си затруднения, Андрей Нюйоркски преподава в нюйоркската Семинария „Свети Владимир“, която по това време е един от водещите центрове на православното богословие в света. При негови пътувания в Западна Германия по това време той обсъжда възможното създаване на български църковни общини в Западна Европа, което не се реализира заради политическите разногласия между емигрантите. След това посещава Франция и Италия по време на Олимпийските игри, където се среща и с руската религиозна деятелка Ирина Поснова и с папа Йоан XXIII, с които се познава от престоя им в София в Междувоенния период. На 15 – 24 септември е в Испания, където се среща със Симеон II.
По същото време настъпва обрат в съветската политика към православните църкви в Източния блок, която се ориентира към извеждането им от дотогавашната изолация и използването им в съветската външна политика. Така през 1961 година тези църкви се присъединяват към бойкотирания дотогава от тях Световен съвет на църквите. Православните общности в Америка се оказват в центъра на конфликт между Вселенската патриаршия, която претендира за юрисдикция в Новия свят, и Руската православна църква, която се стреми към запазване на влиянието си сред емиграцията. В този контекст Българската православна църква предприема стъпки за възстановяване на контактите със своята американска епархия и с митрополит Андрей.
През 1960 година за пръв път от години в издавания от Българската православна църква „Църковен вестник“ се появяват публикации, споменаващи „величкия епископ“ Андрей и живота на американската епархия. По същото време Светият синод започва кореспонденция с митрополита, в която установяват общата си позиция срещу опитите на Вселенската патриаршия да създаде обща православна църква в Америка под свой контрол. Към това се добавят и опасенията на Андрей, че МПО би могла да присъедини контролираните от нея епархии към Македонската православна църква.
Още през 1961 година митрополит Никодим Сливенски уверява Андрей, че Светия синод възнамерява да уреди статута му на митрополит, но този процес е блокиран от „Държавна сигурност“. През януари-февруари 1962 година митрополитът е в Европа, като на 21 януари отслужва във Вьове заедно с епископа на Руската православна църква зад граница Антоний Женевски православната венчавка на Симеон II и Маргарита Гомес-Асебо и Сехуела. След това посещава Испания и Париж, срещайки се с български емигранти. През август и септември отново е за кратко в Испания и Франция, като поради внезапно заболяване прекарва 4 дни в болница в Мадрид.
В края на 1962 година Светият синод в първото си официално писмо до него определя Андрей като управляващ епархията, на което той реагира остро и обявява намерението си да се оттегли. През март 1963 година под натиска на „Държавна сигурност“ Светият синод изпраща в Американската епархия като свой представител митрополит Пимен Неврокопски, който по това време е единственият сътрудник на политическата полиция сред митрополитите. Пимен и Андрей правят обиколка на епархиите си се срещат всички български свещеници, а след връщането си в България Пимен препоръчва на Светия синод да одобри решенията на събора в Бъфало от 1947 година и да утвърди Андрей като митрополит.
Посещението на Пимен и отказът му да ръкоположи Кирил Йончев за епископ довеждат до окончателния разкол в епархията, като на 25 март 1963 година Кирил Йончев, Георги Николов и Васил Михайлов в присъствието на цялото ръководство на МПО отхвърлят юрисдикцията на Българската православна църква и обявяват Кирил Йончев за управляващ епархията, която поставят под „временна духовна протекция“ на Руската православна църква зад граница, тъй като тя „напълно отрича безбожническия комунистически режим“. През октомври Андрей организира епархийски съвет, който взема решение за низвержение на разколниците. По този начин се образува Българската Толидска епархия, към която преминават около половината от българските църковни общини в Северна Америка.

#### Утвърждаване за митрополит
Уреждането на статута на Българската епархия в Америка и Австралия и утвърждаването на Андрей Велички за неин митрополит става със специална наредба на Българската православна църква, приета на 4 юли 1963 година. През следващата година – от 8 октомври до 5 декември – митрополит Андрей прави първото си посещение в България след установяването на тоталитарния комунистически режим в страната. Той успява да издейства от Светия синод потвърждение на църковните наказания на разколниците в епархията си, както и назначаването на викарен епископ – Партений Левкийски. Плътно следен от „Държавна сигурност“, той се среща с някогашни познати и посещава семинарията в Черепишкия манастир, Видин, Шумен и Варна.
В средата на 60-те години Андрей активизира връзките си с Уилям Фреъри фон Бломберг, който го включва в създадена от него организация, претендираща да е продължител на Малтийския орден. Фон Бломберг е свързан и със Световното сдружение на религиите, водено от индийския сикхски гуру Кирпал Сингх, като на 16 юни 1963 година Андрей участва в масово събитие на стадиона на Дюселдорф при световната обиколка на Сингх. На връщане преминава за кратко през Париж. През април 1964 година също пътува до Париж и Швейцария.
През февруари 1965 година митрополитът за втори път посещава Австралия. През пролетта на същата година пътува до Испания и Париж, а след това по покана на Фон Бломберг той е за втори път в Индия, където се среща с видни личности като министър-председателя Лал Бахадур Шастри и бъдещата министър-председателка Индира Ганди. Контактите му с Фон Бломберг карат българската политическа полиция да го подозира във връзки с масонството, макар той в действителност да е крайно критичен към него и дори да обяснява резервите си към икуменизма със своите собствени подозрения, че той е вдъхновен от масонски среди. През октомври той отново е в Париж, където освен с емигранти се среща и с намиращия се по същото време там български патриарх Кирил. След това е в Швейцария, а на 16 – 17 октомври в Мюнхен, където има няколко срещи със Симеон II.
В първите дни на 1965 година в Ню Йорк пристига новоназначеният викарий на Американската епархия епископ Партений Левкийски, който се настанява в сградата на митрополията, където живее и митрополит Андрей. Между двамата скоро възниква конфликт, породен от скромните финансови възможности на епархията, желанието на Партений за по-голяма самостоятелност и откритата му подкрепа за емигрантските кръгове около Българския национален фронт и бившия цар Симеон II, докато митрополит Андрей се стреми към политическа неутралност. Напрежението между двамата постоянно се задълбочава и през септември 1966 година митрополитът обявява уволнението му. Опитите на някои видни емигранти, сред които Стефан Груев и Симеон II да посредничат в конфликта не постигат успех и през декември 1966 година Партений се връща в България.

#### Разделяне на Американската епархия
През януари 1966 година в Ню Йорк е изпратен още един духовник от България – архимандрит Симеон, който изиграва ключова роля за последните години от живота на митрополит Андрей. Митрополитът го назначава за свой протосингел, без да знае, че Симеон е сътрудник, а по-късно и щатен служител на „Държавна сигурност“, в чиито планове той заема ключово място за цялостната ѝ работа срещу българската емиграция в Съединените щати.
През лятото на 1967 година отново е в Австралия заради конфликтите в общината в Мелбърн и усилията му да отстрани местния свещеник Климент Димитров, който по-късно преминава към Македонската църква. През март 1968 година посещава за кратко Западна Германия, Италия, Испания и Франция. През есента на 1968 година е в Швейцария и Париж, откъдето на 18 октомври заминава с влак за София, връщайки се на 8 ноември. Основна причина за това пътуване е участието му в посрещането на вселенския патриарх Атинагор, като Андрей отбелязва взаимната неприязън между двамата, датираща от 40-те години, когато оглавяват американските епархии на двете църкви. Той прави и обиколка до Търговище и Варна, ходатайства пред властите за отпускане на пари за църквата „Свети Иван Рилски“ в Търговище и критикува работата по изписването на „Успение Богородично“, която определя като „по-долня от всякаква критика“.
През 1968 година първоначално добрите отношения между митрополит Андрей и неговия протосингел Симеон драстично се влошават. Окуражаван от все по-активното си сътрудничество с „Държавна сигурност“, Симеон започва да се държи пренебрежително и арогантно с митрополита, като към това се добавят и битови напрежения, тъй като двамата споделят общо жилище. През февруари 1969 година Андрей съобщава на Светия синод, че уволнява своя протосингел, но Светият синод отказва да потвърди това решение, тъй като „Държавна сигурност“ настоява да се запази прикритието на нейния агент.
Поредният конфликт в Американската епархия предизвиква силното недоволство на патриарх Кирил, който обвинява за него преди всичко митрополит Андрей, когото смята за твърде недипломатичен да ръководи ефективно епархията. През следващите седмици патриархът обсъжда с правителството и „Държавна сигурност“ различни варианти за решаване на конфликта, включително чрез разделянето на Американската епархия на две или три части. Изглежда с това той се опитва да постигне няколко различни цели – да изолира митрополит Андрей, да се опита да преодолее разрива в епархията, като постави Кирил Йончев начело на една от новите епархии, и да намери подходяща позиция за епископ Йосиф Знеполски, който губи два митрополитски избора заради неодобрението на комунистическия режим.
През май 1969 година митрополит Андрей пристига в София, а от 14 до 29 май е на обиколка в Съветския съюз, където посещава Москва, Киев, Ленинград, Тула, Сочи и Сухуми, срещайки се с познати от своята младост и съвременни руски църковни дейци. При завръщането си в София той е информиран от намаления състав на Светия синод за предстоящото решение епархията му да бъде разделена. То е официално взето на 4 юли, като Американската епархия е разделена на три нови епархии – Нюйоркска, Акронска и Детройтска. Андрей остава митрополит на Нюйоркската епархия, която обаче е сведена до само една енория – на църквата „Свети Андрей“, разположена в сградата на митрополията. Той посреща това решение със силно огорчение, разглеждайки го като фактическо отнемане от него на епархията, в чието изграждане е вложил голяма част от своя живот.
През юли 1969 година митрополит Андрей пътува за кратко до Швейцария и Франция, а през ноември 1970 година – до Швейцария и Испания.

### Последни години
Митрополит Андрей прекарва последните няколко години от живота си с ограничени социални контакти. Разделянето на Американската епархия и напредналата възраст му създават и чисто материални проблеми – останал само с една енория, той има затруднения с поддръжката на сградата на митрополията в Ню Йорк, за което му помагат само няколко местни българи, най-вече Калин Койчев и Александър Гърков. На 6 февруари 1971 година той влиза в болница и трябва да остане там няколко седмици, но след това се възстановява и служи на Великден заедно с епископ Йосиф Знеполски, който е управляващ Акронската и Детройтската епархии. Макар да поддържа колегиални отношения с него, митрополит Андрей продължава да смята разделянето на Американската епархия за неканонично и дейността на епископа за нарушение на юрисдикцията му като митрополит.
На 15 юни 1971 година митрополит Андрей заминава за София, за да участва в избора на нов патриарх след смъртта на патриарх Кирил през март. След пристигането си той има поредица от срещи с църковни дейци и обществени фигури, като актьора Константин Кисимов и преводача Владимир Свинтила, а след избора на новия патриарх прави обиколка до Ботевградско и Пиринска Македония. Междувременно здравето му се влошава и на 26 юли постъпва в Правителствена болница, където остава до 23 октомври. По време на престоя си той на няколко пъти посещава Врачешкия манастир, където има желание да бъде погребан, и обсъжда детайли около бъдещата си гробница. След още няколко пътувания из България заминава за Ню Йорк на 17 декември, изпратен на летището от новия патриарх Максим.
След връщането си в Ню Йорк митрополит Андрей е тежко болен и през следващите месеци прекарва дълго време на легло, като в редки случаи успява да служи в църквата на митрополията. Последният запис в дневника му е от 3 юни, когато състоянието му рязко се влошава и той е изпратен със самолет за София от близките си Калин Койчев и Александър Гърков и българския посланик Любен Герасимов. В София отново е настанен в Правителствена болница, където прекарва последните седмици от живота си.
Митрополит Андрей Нюйоркски умира на 9 август 1972 година в Правителствена болница в София.
Опелото му е извършено на 11 август в църквата „Света София“, а на следващия ден е погребан в църквата „Свети Иван Рилски“. Като варненски викарен епископ той участва активно в изграждането на църквата, а в края на живота си прави значително дарение (около 56 хиляди лева) за реставрацията на храма. Остава неясно защо Светият синод решава той да бъде погребан там, въпреки желанието му за изграждане на гробница във Врачешкия манастир, което дори е заплатил предварително.

## Памет
На митрополит Андрей е наречена една от главните улици на Търговище, както и съществувалата за кратко Профилирана гимназия с изучаване на чужди езици „Митрополит Андрей“.